# Clinanthus
Clinanthus là chi thực vật có hoa trong họ Amaryllidaceae.

## Hình ảnh

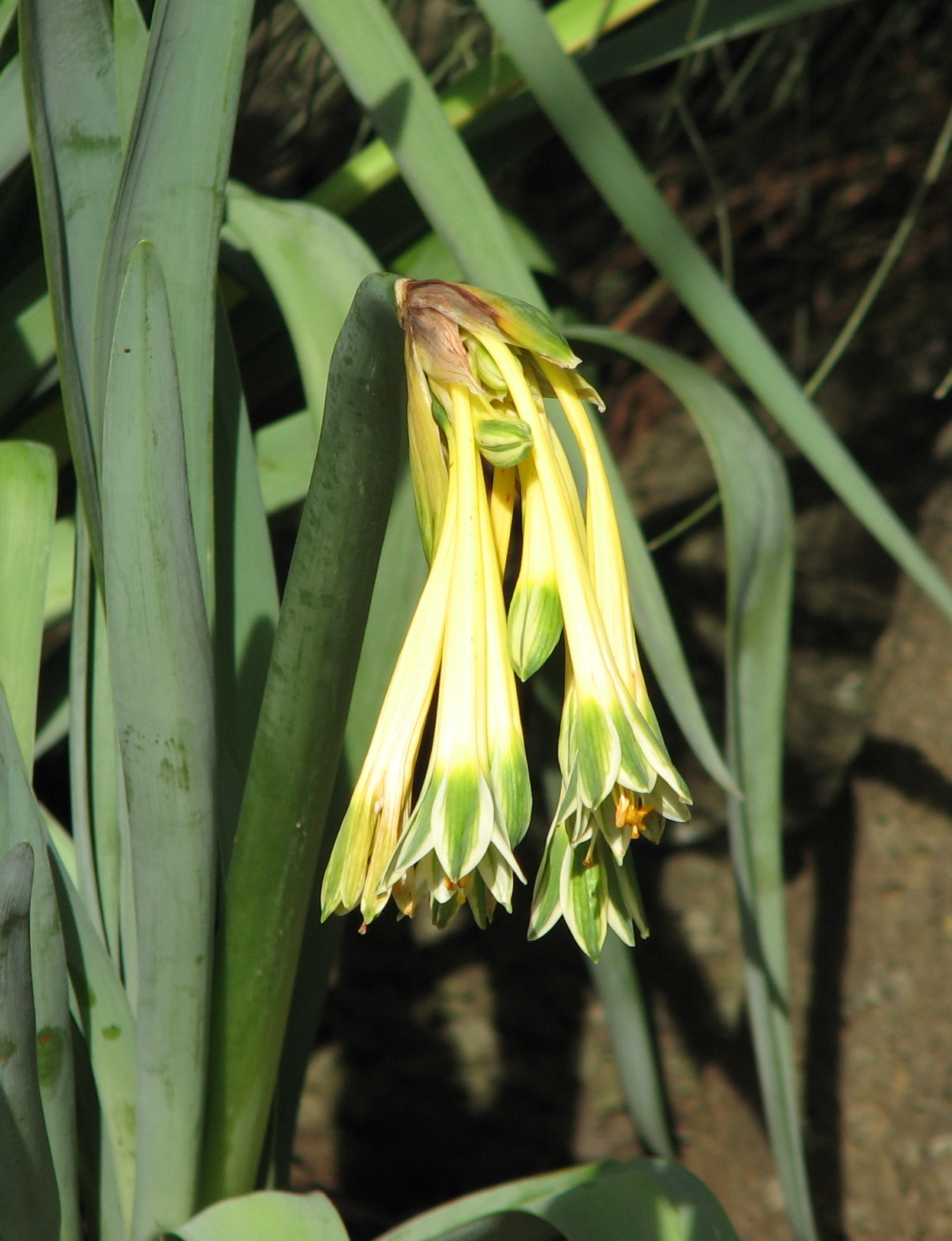